# لوسیوس یکم

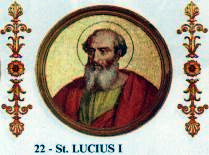

پاپ لوسیوس یکم (به انگلیسی: Pope Lucius I)( درگذشت ۵ مارس ۲۵۴ ) یکی از پاپ‌های کلیسای کاتولیک رم که دررم به دنیا آمد و بین سال‌های ۲۵۳ تا ۲۵۴ میلادی پاپ بود.